# 209 Dido
209 Dido este un asteroid din centura principală, descoperit pe 22 octombrie 1879, de Christian Peters.